# Cérémonie d'ouverture des Jeux olympiques d'hiver de 2010

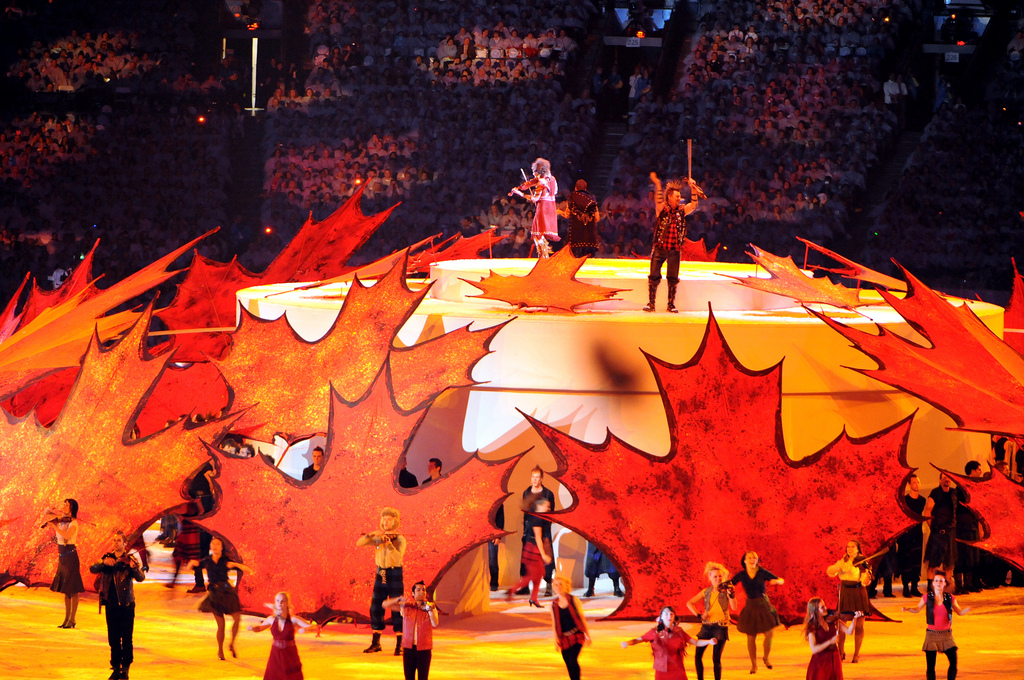
Chanteurs canadiens se produisant pour la cérémonie d'ouverture.

La cérémonie d'ouverture des Jeux olympiques d'hiver de 2010 est la cérémonie d'ouverture par laquelle ont été lancés les Jeux olympiques d'hiver de 2010 à Vancouver, au Canada.
Elle est présidée par Michaëlle Jean, gouverneure générale du Canada. David Atkins en supervise l'organisation.

## Cérémonie d'ouverture
La cérémonie d'ouverture de la XXIe édition des Jeux olympiques d'hiver s'est tenue le 12 février 2010 à 18 h (UTC-8), dans le BC Place Stadium de Vancouver. Le spectacle, qui a duré environ trois heures, a mélangé des moments de célébration retraçant l'histoire du Canada et les moments protocolaires comme l'entrée du drapeau olympique ou l'arrivée de la flamme. Les drapeaux canadien et olympique ont été mis berne et une minute de silence a été respectée en raison de la mort de Nodar Kumaritashvili, un jeune lugeur géorgien, lors des entraînements officiels.
Pendant la parade des nations, contrairement à Turin 2006 où pour la première fois à des Jeux olympiques d'hiver elles avaient défilé sous le même nom de « Corée », les deux Corée (du Nord et du Sud) ont défilé chacune sous leur propre emblème (tout comme à Pékin 2008) en raison des tensions entre les deux pays. La Grèce, berceau des Jeux olympiques modernes, est la première nation à faire son entrée dans le BC Place Stadium. Le Canada, nation hôte, clôt la parade, tandis que les autres nations défilent par ordre alphabétique.
La gouverneure générale du Canada Michaëlle Jean, avec la traditionnelle formule rituelle, a déclaré officiellement ouverts les XXIes Jeux olympiques d'hiver à 20 h 31 (heure locale). Le serment olympique a été prononcé par la hockeyeuse canadienne Hayley Wickenheiser pour les athlètes et par Michel Verreault pour les juges.
Le dernier relayeur de la flamme a été l'ancien joueur de hockey Wayne Gretzky. Il a allumé la vasque olympique à l'intérieur en compagnie de la skieuse Nancy Greene et du basketteur Steve Nash, alors qu'un problème technique a empêché la 4e légende du sport canadien présente dans l'arène, Catriona Le May Doan, d'en faire de même. Gretzky a néanmoins été seul à allumer la vraie vasque olympique située sur la Jack Poole Plaza, dans la baie de Vancouver qu'il a rejointe juché sur une camionnette à travers les rues de la ville, puis à pied jusqu'à la rive du Burrard Inlet où sont également situés les centres principaux de radio-télé diffusion (IBC) et de presse (MPC).